# Fünf Söhne von Carcassonne
Fünf Söhne von Carcassonne (frz.: Cinq fils de Carcassonne) bezeichnet das Befestigungswerk des Königreichs Frankreich gegen die Krone Aragon nach dem Vertrag von Corbeil (1258). Zu dieser Verteidigungsanlage gehörten die Burg Quéribus als Hauptverteidigungswerk, sowie die Burgen Aguilar, Peyrepertuse, Puilaurens und Termes. Der Hauptbefehlshaber aller dieser Anlagen residierte in Carcassonne. Ihren Sinn bzw. Nutzen verloren diese Burgen durch den Pyrenäenfrieden (1659), als die Grenze zwischen Spanien und Frankreich weiter südwärts verlegt wurde.
Die Festungen waren ehemalige Katharerburgen, die während des Albigenserkreuzzugs (1209–1229) oder danach erobert und ab der Mitte des 13. Jahrhunderts zu Grenzfesten erweitert wurden. Die Burgen von Montségur und Puivert liegen etwas weiter westlich als die anderen und wurden nach ihrer Einnahme ebenfalls befestigt, blieben jedoch in den Händen des Adels; sie gehören mithin nicht zu dieser Gruppe.

## Weblinks

Burgen (rot) und Städte (blau) im Pays Cathare